# Schots curlingteam (gemengddubbel)
Het Schotse curlingteam vertegenwoordigt Schotland in internationale curlingwedstrijden.

## Geschiedenis
Schotland debuteerde op het wereldkampioenschap curling voor gemengddubbele landenteams van 2008 in het Finse Vierumäki. De Schotten plaatsten zich niet voor de play-offs. Ondanks dat het land zich had aangemeld, ontbrak Schotland op het WK van 2010. Het team raakte niet in Rusland door de luchtvaartverstoringen ten gevolge van de vulkaanuitbarsting onder de Eyjafjallajökull. In 2012 verloor Schotland bij de laatste acht van Oostenrijk (4-11) en bij het WK van 2013 van Zweden (4-6). In 2014 vond het WK voor het eerst in eigen land plaats, in Dumfries. Nu plaatsten ze zich wel voor de play-offs, maar wisten ze niet van Hongarije te winnen. In 2016 haalde Schotland de halve finale. In de strijd om het brons waren de Verenigde Staten net te sterk door een steal in het achtste end (7-9). In 2021 werden ze in eigen land wereldkampioen. In de finale werd gewonnen van het Noorse team met 9-7. Ook in 2022 werd het Schotse team wereldkampioen, dit keer vertegenwoordigd door Bobbie Lammie en Eve Muirhead. Het versloeg het Zwitserse team in de finale met 9-7.
Aangezien Schotland op de Olympische Spelen deel uitmaakt van het Britse curlingteam, kan het niet afzonderlijk deelnemen aan de Winterspelen. Traditioneel is het echter het Schotse team dat onder de Britse vlag uitkomt.

## Schotland op het wereldkampioenschap
| Jaar | Plaats        | Team                              | WG            | W             | V             | PV            | PT            |
| ---- | ------------- | --------------------------------- | ------------- | ------------- | ------------- | ------------- | ------------- |
| 2008 | 7             | Dillan A Perras & Judith Carr     | 7             | 3             | 4             | 34            | 51            |
| 2009 | 7             | Keith MacLennan & Victoria Sloan  | 8             | 6             | 2             | 59            | 38            |
| 2010 | Geen deelname | Geen deelname                     | Geen deelname | Geen deelname | Geen deelname | Geen deelname | Geen deelname |
| 2011 | 15            | Paul Stevenson & Louise Soutar    | 7             | 3             | 4             | 53            | 47            |
| 2012 | 5             | Lee McCleary & Judith McFarlane   | 9             | 6             | 3             | 61            | 54            |
| 2013 | 5             | Bruce Mouat & Gina Aitken         | 9             | 6             | 3             | 68            | 48            |
| 2014 | 9             | Bruce Mouat & Gina Aitken         | 9             | 6             | 3             | 71            | 41            |
| 2015 | 13            | Lee McCLeary & Judith McCleary    | 9             | 5             | 4             | 81            | 51            |
| 2016 | 4             | Bruce Mouat & Gina Aitken         | 11            | 7             | 4             | 87            | 62            |
| 2017 | 11            | Bruce Mouat & Gina Aitken         | 11            | 9             | 2             | 86            | 40            |
| 2018 | 9             | Fraser Kingan & Jayne Stirling    | 11            | 9             | 2             | 86            | 51            |
| 2019 | 9             | Scott Andrews & Gina Aitken       | 8             | 6             | 2             | 73            | 37            |
| 2021 | 1             | Bruce Mouat & Jennifer Dodds      | 11            | 10            | 1             | 85            | 48            |
| 2022 | 1             | Bobby Lammie & Eve Muirhead       | 11            | 11            | 0             | 96            | 39            |
| 2023 | 5             | Bruce Mouat & Jennifer Dodds      | 10            | 7             | 3             | 69            | 56            |
| 2024 | 6             | Duncan McFadzean & Sophie Jackson | 10            | 6             | 4             | 63            | 58            |
| 2025 | 2             | Bruce Mouat & Jennifer Dodds      | 12            | 9             | 3             | 87            | 64            |